# دریای بوهول

موقعیت دریای بوهول (مرکز) در نقشه‌ای آلمانی

دریای بوهول یا دریای میندانائو، بخشی از آب‌های غربی اقیانوس آرام شمالی است که گستره‌ای در حدود ۲۷۰ کیلومتر را از غرب تا شرق پوشش می‌دهد. این دریا بین جزایر فیلیپینی میندانائو در جنوب و شرق، لیته، بوهول و سبو در شمال و نگروس در غرب آن محصور شده‌است. دریای بوهول از طریق تنگه‌های بوهول و تانون و کانال کانیاگو در شمال به دریای ویسایان، از از طریق تنگه سوریگائو در شرق به دریای فیلیپین و در غرب به دریای سولو راه دارد. همچنین این دریا از نظر ذخایر ماهی بسیار غنی است.